# Змойро, Эдуард Петрович
Эдуа́рд Петро́вич Змо́йро (14 марта 1926 или 1925, Москва — 9 января 1984, Москва) — советский театральный режиссёр, сценограф, художник-график. Заслуженный художник РСФСР (1970).

## Биография
Родился 14 марта 1926 года в Москве. В 1936—1941 годах учился в московских художественных студиях.
В начале Великой Отечественной войны вместе с матерью Еленой Абрамовной Змойро (1898— ?), воспитательницей детского сада, был эвакуирован в Молотов, где начал сотрудничать в редакциях газет — почти ежедневно в них появлялись его юмористические рисунки и карикатуры на злободневные темы. В 1944 году был призван в армию, служил на артиллерийской базе снабжения.
После войны вернулся в Москву. В 1945 году принял участие в задуманном Лилей Брик рукописном сборнике стихов Николая Глазкова. По воспоминаниям Василия Катаняна в книге нет и двух страниц, похожих одна на другую:
Многие художники украсили книгу — Тышлер, Алфеевский, Штеренберг, Змойро, Денисовский. … Все, кто участвовал в этом сборнике, либо примыкали к футуристам, либо оставались верны их принципам в годы, когда левое течение предавали анафеме. Сегодня эту книгу можно увидеть в Литературном музее.
В 1952 году окончил режиссёрский факультет Государственного института театрального искусства имени А. В. Луначарского (ГИТИС). Карикатуры этого времени публиковались под псевдонимом «Зимин».

Эскиз костюма скомороха к спектаклю «Пушкинские сказки». Бумага, акварель, тушь перо

В 1952—1953 годах работал режиссёром Русского драматического театра имени В. Маяковского в Сталинабаде.
В 1953—1954 годах — режиссёр и художник Марийского театра имени М. Шкетана.
В 1954—1956 годах — режиссёр и художник Московского драматического театра имени К. С. Станиславского.
С 1957 по 1964 год — художник Московского театра сатиры.
В 1965—1984 годах — главный художник Центрального детского театра.
Эскизы костюмов и декораций к спектаклю РАМТ «Пушкинские сказки» были представлены в 2014 году на выставке «Сказки А. С. Пушкина для всех» (Из собрания Государственного музея А. С. Пушкина). Из проспекта к выставке:
«В 1966 году в Центральном детском театре был поставлен спектакль „Пушкинские сказки“ (инсценировка Л. Танюка). В его оформление художник Э. Змойро обратился к народной картинке-лубку. Эскизы его костюмов радуют зрителей, в них художник идёт от народного костюма. Его персонажи обуты в лапти и мягкие сапожки, скоморошьи колпаки и расшитые рубахи. Все это напоминает ярмарку, весёлый балаган, заставляет верить в победу добрых сил».
Оформлял спектакли и в других театрах: в Московском театре оперетты, в Театре имени Ленинского комсомола, в Кишинёвском театре оперы и балета, в Малом театре, в Московском театре миниатюр.
В 1959 окончил Высшие режиссёрские курсы на киностудии «Мосфильм».
В 1961—1981 годах режиссёр и художник «Мосфильма». В 1961 году поставил короткометражный фильм «Иностранцы», вошедший в киноальманах «Совершенно серьёзно». Оформил более 10 фильмов-спектаклей, в том числе «Интервью у весны» (сцена из спектакля «Фунт лиха», 1962), «Женский монастырь» (1971), «Сказка о четырёх близнецах» (1972), «Пушкинские сказки» (1973), «Король Матиуш Первый» (1976), «Коньки. Воспоминания о школе» (1979), «Кот в сапогах» и «Плутни Скапена» в 1979, «Кошкин дом» и «Про Ивана-не-Великана» (1981).
Автор театральных плакатов, портретов и дружеских шаржей на известных актёров, книжных знаков, сатирических и юмористических рисунков в журнале «Крокодил». Оформлял книги для детей.
Скончался 9 января 1984 года в Москве.

## Работы в театрах

### Русский драматический театр имени В. Маяковского (Сталинабад)
- 1952 — «Её друзья» В. Розова
- 1954 — «Аленький цветочек» И. Карнауховой и Л. Браусевич по сказке С. Аксакова

### Московский театр сатиры
- 1957 — «Смейся, паяц» В. Старокопытова
- 1963 — «Гурий Львович Синичкин» В. Дыховичного и В. Масса
- 1964 — «Проделки Скапена» Мольера

### Центральный детский театр
- 1965 — «Начало пути» П. Бернацкого
- 1965 — «Пушкинские сказки» (инсценировка Л. Танюка)
- 1965 — «Король Матиуш I» по Я. Корчаку
- 1966 — «Хижина дяди Тома» А. Бруштейн по Г. Бичер-Стоу
- 1967 — «Любовь Яровая» К. Тренёва
- 1968 — «Карусель» С. Маршака
- 1968 — «Питер Пэн» Б. Заходера
- 1969 — «Весёлое сновидение» С. Михалкова
- 1969 — «Смех и слезы» С. Михалкова
- 1970 — «Первая тройка, или Год 2001-й»
- 1971 — «Обратный адрес» А. Алексина
- 1971 — «Снежная королева» Е. Шварца
- 1971 — «Итальянская трагедия» А. Штейна по роману Э. Войнич «Овод»
- 1972 — «Сказка о четырёх близнецах» П. Панчева
- 1973 — «Двенадцатая ночь, или Что угодно» У. Шекспира
- 1974 — «Горя бояться – счастья не видать» С. Маршака
- 1975 — «Альпийская баллада» по В. Быкову
- 1975 — «Емелино счастье» Р. Сефа и В. Новацкого
- 1976 — «Коньки» С. Михалкова (совм. с Е. Кочелаевой)
- 1978 — «Кошкин дом» С. Маршака
- 1978 — «Дом Бернарды Альбы» Ф. Лорки
- 1978 — «Всадники со станции «Роса» В. Розова
- 1981 — «Шишок» А. Александрова (1981)

### Московская оперетта
- 1962 — «Эврика» О. Сандлера
- 1964 — «Пять минут на размышление (Сердце балтийца)» К. Листова

### Театр имени Ленинского комсомола
- 1968 — «Синяя ворона» Р. Погодина

### Кишинёвский театр оперы и балета
- 1974 — «Радда», балет по рассказу М. Горького «Макар Чудра»

### Малый театр
- 1974 — «Одиннадцатая заповедь» Ф. Шамберка
- 1976 — «Плутни Скапена» Мольера

### Московский театр миниатюр
- 1977 — «Конь в сенате» Л. Андреева

## Награды и звания
- медаль «За победу над Германией в Великой Отечественной войне 1941—1945 гг.» (19 сентября 1945)[3]
- Заслуженный художник РСФСР (31 июля 1970)[12]

## Комментарии
1. ↑  Денисовский Николай Фёдорович (1901—1981). Известный художник советского времени, с широким диапазоном творческой манеры — от строгой, классической до яркой, эксцентричной. Портретист, сатирик, сценограф.